# Bagré
Bagré ist sowohl eine Gemeinde (französisch commune rurale) als auch ein dasselbe Gebiet umfassendes Departement im westafrikanischen Staat Burkina Faso, in der Region Centre-Est und der Provinz Boulgou.
Im Jahr 2006 hatte die Gemeinde in drei Dörfern 29.164 Einwohner. Auf dem Gebiet von Bagré liegt der Bagré-Stausee.
Die Region Bagré ist in ganz Burkina Faso als Reisanbaugebiet bekannt.

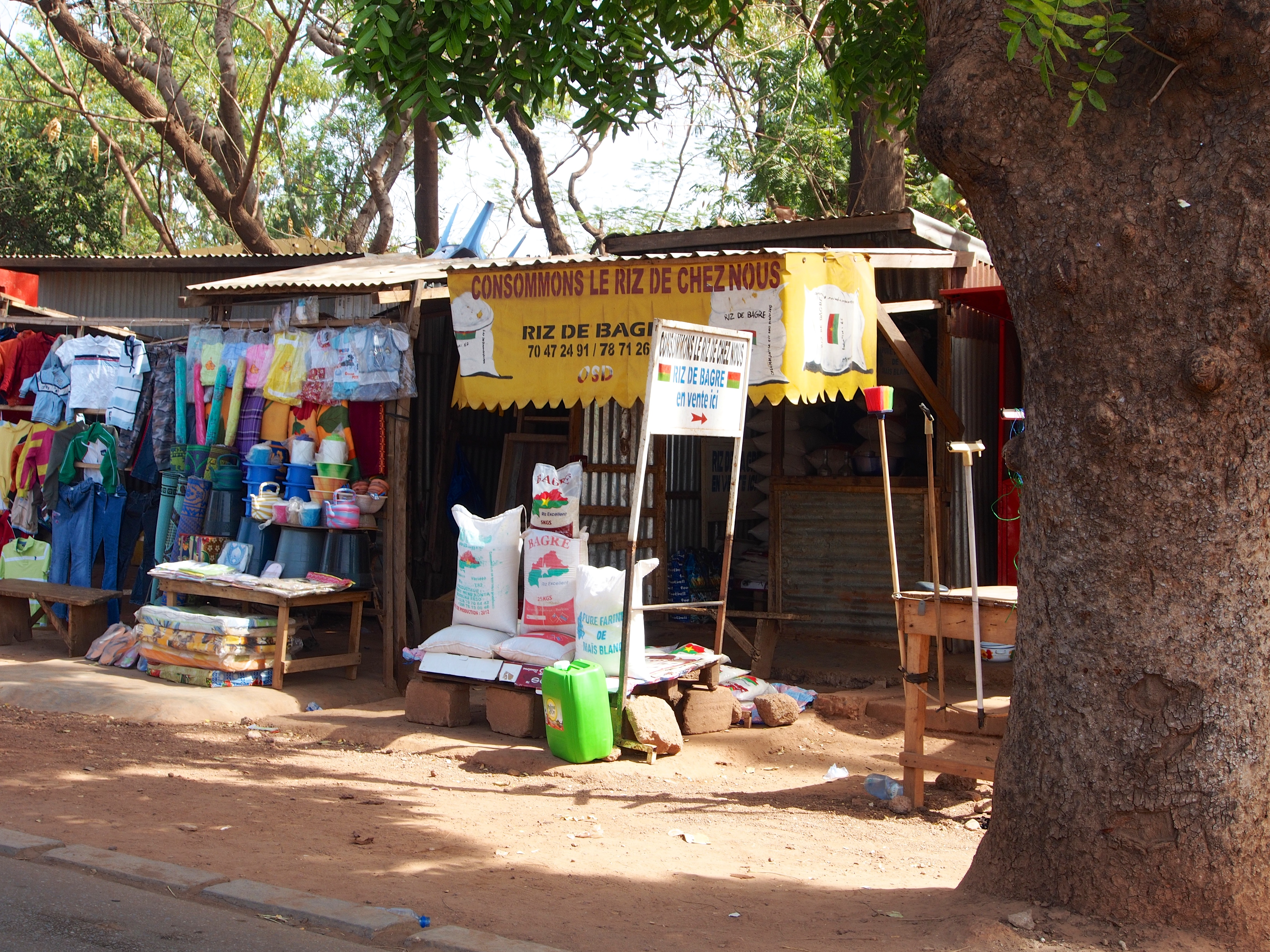
Verkauf von Reis aus Bagré in Ouagadougou
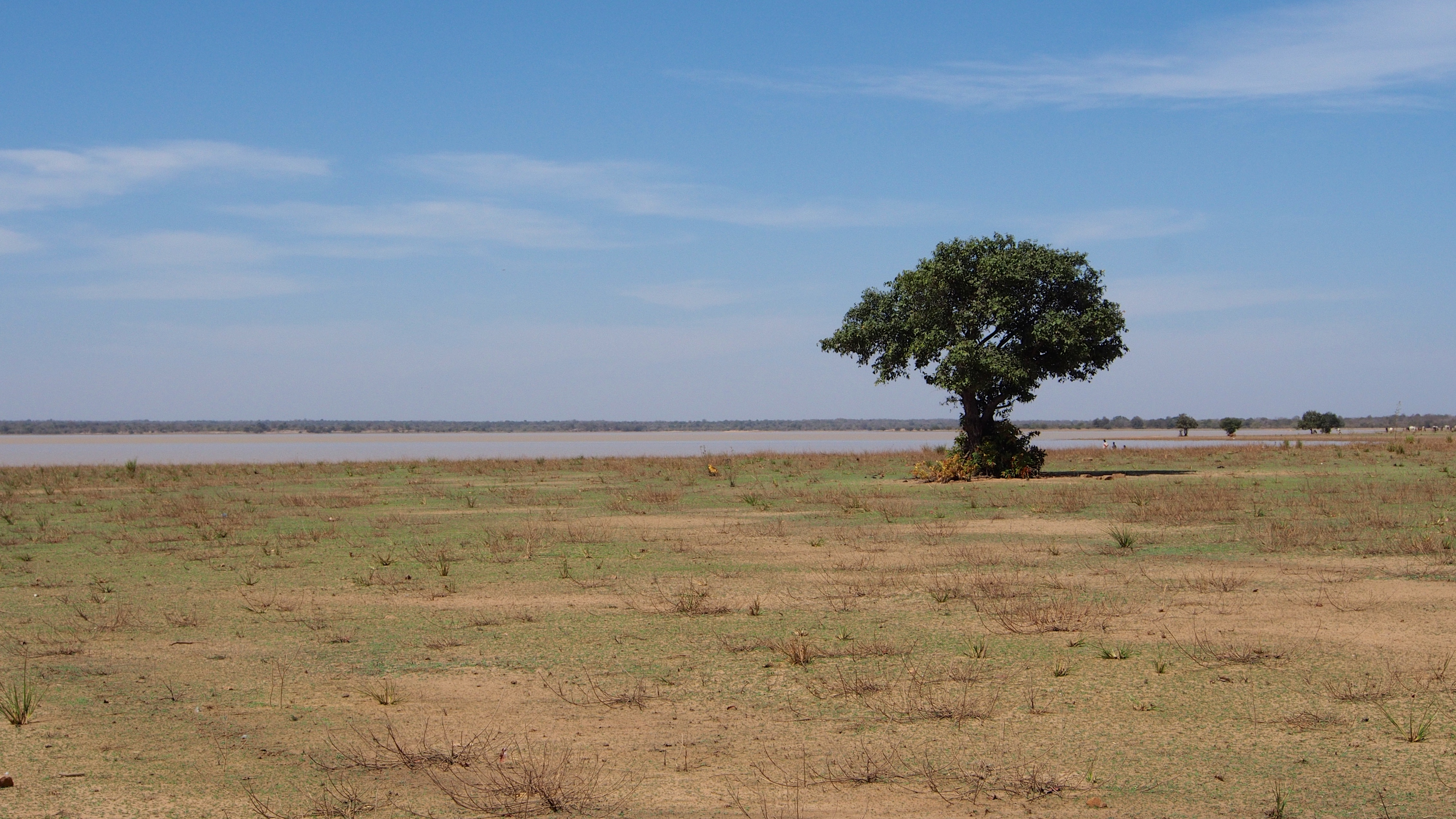
Der Stausee von Bagré
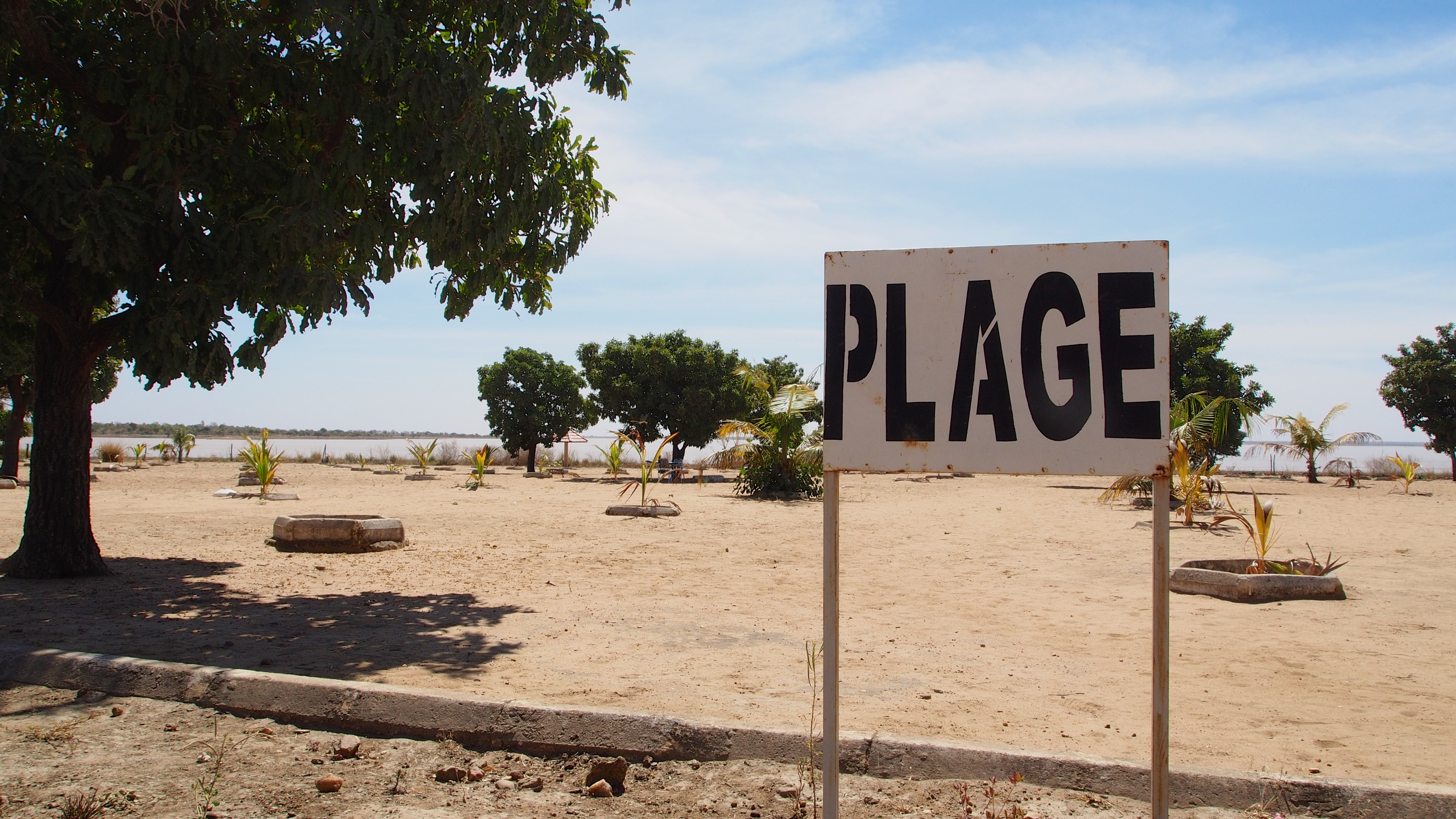
Der Strand von Bagré
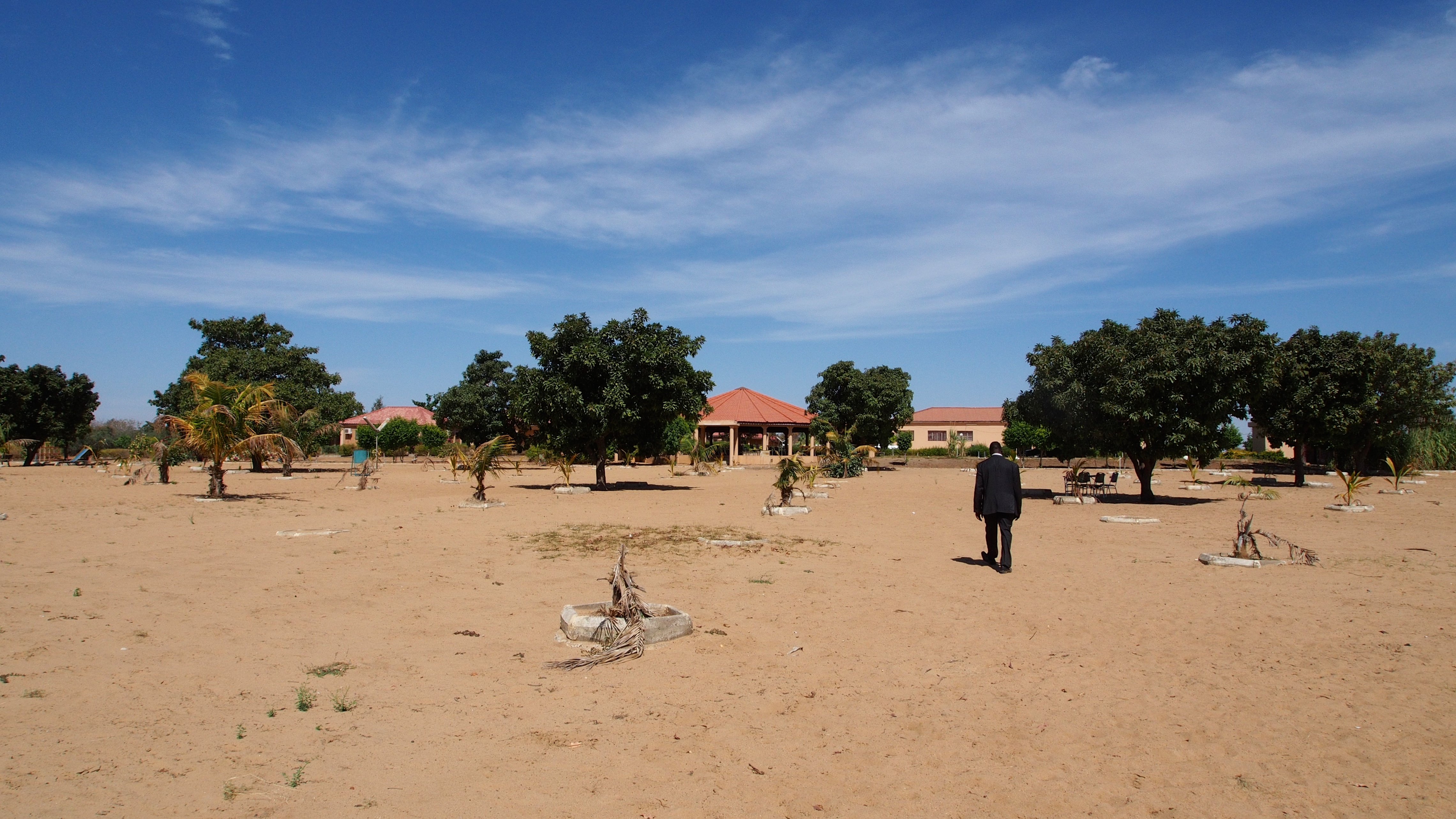
Das Touristikzentrum, vom Strand aus gesehen